# Hagaj (knjiga)
Hagaj je jedna od knjiga Biblije, dio Staroga zavjeta. Pripada u proročke knjige i to u skupinu 12 malih proroka (12 kraćih proročkih knjiga u Starome zavjetu). Knjiga ima dva poglavlja. Biblijska kratica knjige je Hag.
Hagaj (Agej) je prvi od tri proroka, koji pišu nakon povratka Judejaca iz babilonskog izgnanstva. O Hagajevu životu zna se, da je bio u prvoj grupi Judejaca, koji su se vratili i koji su počeli obnovu razorenog hrama u Jeruzalemu, nakon što je perzijski kralj Kir Veliki dozvolio povratak. No, s vremenom je obnova hrama prestala, zbog više razloga. Jedan od njih je što su se Judejci više posvetili uređenju vlastitih kuća, nego gradnji hrama. Stoga prorok Hagaj poručuje Jahvinu (Božju) riječ: "Zorobabelu, sinu Šealtielovu, namjesniku judejskom, i Jošui, sinu Josadakovu, velikom svećeniku (Hag 1,2)", da razmotre svoje puteve, prekinu se brinuti svaki za svoj dom i da nastave graditi hram. Proroštvo je naviješteno "druge godine kralja Darija (Hag 1,1)", što se odnosi na drugu godinu vladavine perzijskog kralja Darija I. Velikoga, odnosno 521./520. g. pr. Kr. Stigla je i kazna na ljude, usjeve i stoku. Nakon dvadeset i četiri dana, poslušali su Boga i nastavili obnavljati jeruzalemski hram. Druga Božja poruka prenesena po Hagaju dvadeset i prvog dana sedmog mjeseca ohrabrila je narod. Treća poruka je dvadeset četvrtog dana devetog mjeseca i u njoj je upozorenje protiv duhovnog onečišćenja. Istog dana je i četvrta Božja poruka, u kojoj je judejski namjesnik Zorobabel prikazan kao slika budućeg Kneza mira, koji će svojim dolaskom izvršiti osudu nad narodima (Hag 2,20-23). U Ezrinoj knjizi spominje se, da je obnova jeruzalemskog hrama dovršena u šestoj godini Darijeve vladavine, 25. veljače 516. g. pr. Kr.
U Hagajevoj proročkoj knjizi, 25 puta piše "riječ je Jahvina" ili "govori Jahve", ima 7 Božjih pitanja upućeni narodu i 5 puta Bog potiče Judejce, da pripaze.